# Carl Engel (Prähistoriker)

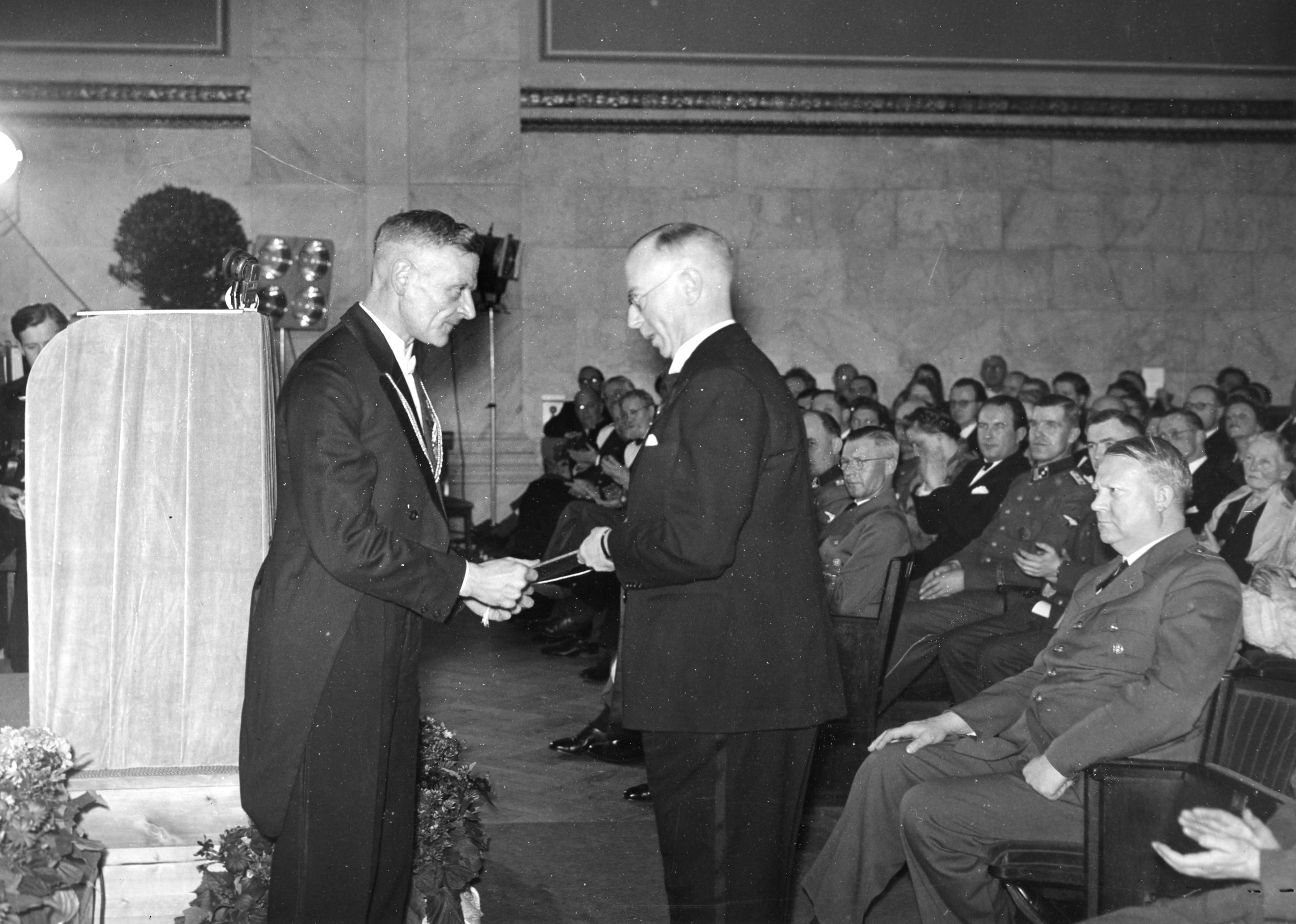
Carl Engel (links) verleiht dem Pharmakologen Klaus Hansen in Oslo, Norwegen die Ehrendoktorwürde der Universität Greifswald (1944); rechts im Vordergrund Vidkun Quisling als Schirmherr der Deutsch-Norwegischen Gesellschaft

Carl Friedrich Wilhelm Engel (* 2. Oktober 1895 in Magdeburg; † 25. Januar 1947 im Speziallager Fünfeichen) war ein deutscher Prähistoriker und Rektor der Universität Greifswald von 1942 bis 1945.

## Leben
Carl Engel war ein Sohn des Kaufmanns Friedrich Karl Engel und seiner Ehefrau Margarethe geb. Bolms. 1913 begann er in München ein Studium der Philosophie und Naturwissenschaften. Zu Beginn des Ersten Weltkriegs unterbrach er sein Studium, um sich freiwillig zum Kriegsdienst zu melden. Er geriet in britische Kriegsgefangenschaft, aus der er 1919 zurückkehrte. Bis 1927 verdiente er seinen Lebensunterhalt im Buchhandel und leitete die Buchhandlung Karl Peters in Magdeburg. Daneben befasste er sich weiter mit Ur- und Frühgeschichte und war ehrenamtlich im Kulturhistorischen Museum tätig. Er nahm ein Fernstudium an der Universität Tübingen auf, wo er 1928 mit einer Arbeit über jungsteinzeitliche Kulturen bei Robert Rudolf Schmidt promoviert wurde. Mangels beruflicher Perspektiven in Magdeburg wechselte er 1929 nach Königsberg an das Prussia-Museum. Bis 1934 war er in der Provinz Ostpreußen vor allem mit Rettungsgrabungen beschäftigt. Er leitete unter anderem die Ausgrabung des frühgeschichtlichen Gräberfeldes von Linkuhnen.
Engel trat zum 1. Mai 1933 der NSDAP bei (Mitgliedsnummer 2.306.461). 1934 wurde er Dozent, 1935 außerordentlicher und 1937 ordentlicher Professor für Vor- und Frühgeschichte am Herder-Institut Riga. Ab 1936 war er zudem Lehrer für Ur- und Frühgeschichte an der NS-Ordensburg Krössinsee. 1939 erhielt er den Lehrstuhl für Vor- und Frühgeschichte an der Universität Greifswald. 
Von 1942 bis 1945 war Engel Rektor der Universität Greifswald und Gaudozentenführer des Gaues Pommern. In dieser Doppelfunktion war er der einflussreichste Repräsentant des NS-Regimes an der Universität Greifswald. Seine Tagebücher zeigen ihn aber auch als einen Wissenschaftler, der dem Nationalsozialismus äußerst kritisch gegenüberstand. Darin beklagte er sich über "die unglaubliche Korruption der Oberbonzen" und bezeichnete Deutschland als "Land der Knechtschaft, des Terrors und der Rechtlosigkeit". Über die deutsche Besatzungspolitik in Polen notierte er: "Man muß schon bis zum 30jährigen Krieg, vielleicht sogar bis in's Mittelalter zurückgehen, um ähnlicher Unsicherheit, Skrupellosigkeit und Grausamkeit zu begegnen."
Engel war Mitglied im Reichsbund für Vorgeschichte und Mitherausgeber von dessen Zeitschrift Mannus, in der Themen der „Deutschen Vorgeschichte“ behandelt wurden.
Carl Engel war Mitarbeiter im Reichsministerium für die besetzten Ostgebiete und im Einsatzstab Reichsleiter Rosenberg (ERR). Am 21. August 1941 hatte Alfred Rosenberg seinen Mitarbeiter Hans Reinerth mit der „Feststellung, Sicherung und Erforschung der vor- und frühgeschichtlichen, germanischen wie slawischen Funde und sonstigen Hinterlassenschaft in den Museen, wissenschaftlichen Instituten, Privatsammlungen und an sonstigen Orten der besetzten Ostgebiete, soweit sie meiner Verwaltung unterstellt sind.“ beauftragt. Carl Engel war für die „Sicherstellung“ dieser Raubgüter im Reichskommissariat Ostland zuständig. Er leitete den Einsatz des „Sonderstabs Vorgeschichte“ bei der „Arbeitsgruppe“ Weißruthenien. Er ließ 1944 Kunstschätze aus dem Museum Nowgoroder Kreml als Raubgut nach Greifswald verbringen.
Beim Herannahen der sowjetischen Truppen erreichte er als Parlamentär zusammen mit dem Mediziner Gerhardt Katsch und dem stellvertretenden Greifswalder Stadtkommandanten Max Otto Wurmbach (1885–1946) in der Nacht vom 29. zum 30. April 1945 die kampflose Übergabe der Stadt Greifswald. Nach Kriegsende wurde Engel von der sowjetischen Seite verhaftet und im Internierungslager Fünfeichen des NKWD bei Neubrandenburg interniert, wo er 1947 verstarb.

## Schriften
- Bilder aus der Vorzeit an der mittleren Elbe. Ein Heimat- und Volksbuch für den Regierungsbezirk Magdeburg und seine Grenzlandschaften. Band 1: Steinzeit und Bronzezeit. Hopfer, Burg 1930.
- Die jungsteinzeitlichen Kulturen im Mittelelbgebiet. Hopfer, Burg 1933 (Teildruck der Dissertation).
- Vorgeschichte der altpreußischen Stämme. Untersuchungen über Siedlungsstetigkeit und Kulturgruppen im vorgeschichtlichen Ostpreußen. Band 1: Einleitung, das Problem der Siedlungsstetigkeit, die Kulturgruppen der Steinzeit und vorchristlichen Metallzeit. Gräfe & Unzer, Königsberg 1935.
- mit Wolfgang La Baume: Kulturen und Völker der Frühzeit im Preußenland (= Atlas der ost- und westpreussischen Landesgeschichte. 1). Gräfe & Unzer (in Kommission), Königsberg 1936.
- Typen ostpreußischer Hügelgräber (= Göttinger Schriften zur Vor- und Frühgeschichte. 3, ISSN 0436-1288). Bearbeitet von Rudolf Grenz. Wachholtz, Neumünster 1962, (Aus dem Nachlass herausgegeben).
- Das Tagebuch des Rektors der Greifswalder Universität Professor Carl Engel, 1945. In: Norbert Buske (Hrsg.): Die kampflose Übergabe der Stadt Greifswald im April 1945. Eine Dokumentation. Landeszentrale für Politische Bildung Mecklenburg-Vorpommern, Schwerin 1993, S. 13–30, (Nachdruck: 2001, ISBN 3-935749-01-5).
- Zwischen Greifswald und Riga. Auszüge aus den Tagebüchern des Greifswalder Rektors und Professors der Ur- und Frühgeschichte, Dr. Carl Engel, vom 1. November 1938 bis 26. Juli 1945 (= Beiträge zur Geschichte der Universität Greifswald. 7). Herausgegeben und erläutert von Günter Mangelsdorf. Franz Steiner, Stuttgart 2007 ISBN 978-3-515-08942-5.